# José María Ferrero Pastor
José María Ferrero Pastor (Ontinyent, 21 de desembre de 1926 - 26 de juliol de 1987) fou un músic, compositor i director valencià.

## Biografia
Fou introduït en els estudis musicals pel seu pare, de qui hereta l'afició a la música, ja que era membre de la Societat Unió Artística Musical d'Ontinyent i amb 14 anys ingressà a la banda de la Societat Unió Artística Musical d'Ontinyent (SUAM d'Ontinyent), de la qual fou director durant 37 anys (1950-1987), fins al dia de la seua mort.
Va estudiar música amb Benito Rodriguez, Vicente Gil Gandía (director aleshores de la SUAM d'Ontinyent), i després de la guerra civil va continuar estudiant solfeig, contrapunt, armonía, teoría de la música, fuga, piano, transport al piano, història i estética de la música amb el Pare Vicente Pérez Jorge. Amb el mestre Miquel Asensi estudia instrumentació fins que finalment aconsegueix els títols al Conservatori de València i Sevilla. Als 24 anys (1950) és nomenat director de la SUAM d'Ontinyent.
Ha estat reconegut per ser el compositor més prolífic de música festera per a Moros i Cristians. Nogensmenys, és l'autor de la marxa mora "Chimo", considerada per molts com l'himne de la festa. Les seues obres li han valgut diversos premis de composició festera en els concursos d'Ontinyent, Alcoi i Madrid, entre d'altres.
José María Ferrero Pastor, el mestre Ferrero, és una icona i un referent a seguir tant per als nous compositors de Moros i Cristians, com per als de música en general. Fou un clar exemple de superació personal i de treball constant, ja que es dedicava a una professió totalment aliena a la composició i direcció. A més a més, no rebia cap ingrés de la banda que va dirigir (la SUAM d'Ontinyent). De les seues composicions cal destacar que no les feia per encàrrec, sinó que les dedicava a la gent per qui sentia un respecte o una estima especial.
Va morir el 26 de juliol de 1987 en accident de trànsit.

## Obra (llista no exhaustiva)

### Pasdobles
- "Ontinyent" - 1945
- "Morell-Seguí" - 1948
- "Montcabrer" - 1948
- "Ricofran" - 1949
- "Fontanares" - 1949
- "Tomás Pascual" - 1950
- "Jose María Belda" - 1952
- "Reina de fiestas 1960" - 1960
- "Daniel Juan" - 1960
- "Primer Centenario" - 1960
- "El Nostre" - 1966 (Dedicat a la Societat Unió Artística Musical d'Ontinyent)
- "Brisas del Clariano" - 1969
- "Cadelavir" - 1971
- "Cervezas el Túria" - 1973
- "Imposibles" - 1976 (SEGON PREMI DE COMPOSICIÓ FESTIVAL DE MÚSICA FESTERA D'ALCOI EN 1976)
- "Berenguers" - 1982
- "Dos parelles" - 1983
- "Pepe Brusa" - 1984
- "Recuerdo al pasado" - 1986
- "María Ortega" - 1987

### Marxes mores
- "Mozárabe Revert" - 1951
- "Reige" - 1956
- "Selarsejaria" - 1958
- "Bando Moro" - 1959
- "Mozárabes 1960" - 1960
- "El Berberisch", (Garrigues) - 1961 (Dedicada a son pare, fou la marxa amb la qual obtingué el seu primer guardó, PRIMER GUARDÓ COMPOSICIÓ FESTIVAL DE MÚSICA FESTERA D'ALCOI EN 1961.)
- "Umda" - 1962
- "Marrakesch" - 1963
- "Chimo" - 1964
- "El Kábila,Paco l'Abogat" - 1965 (PRIMER PREMI COMPOSICIÓ FESTIVAL DE MÚSICA FESTERA D'ALCOI EN 1965)
- "Bon Capità" - 1968 (PRIMER PREMI COMPOSICIÓ FESTIVAL DE MÚSICA FESTERA D'ALCOI EN 1971)
- "Sauditas" - 1971 (Dedicada a la seua comparsa, Saudites d'Ontinyent)
- "Ovana" - 1974
- "Marroquíes de Petrer" - 1974 (PRIMER PREMI DE COMPOSICIÓ DE LA CAJA DEL SURESTE EN 1974)
- "Muladíes" - 1977
- "Els fesils" - 1980
- "Els juristes" - 1981
- "Mudéjares d'Ontinyent" - 1984
- "Rais Agamir" - 1985

### Marxes cristianes
- "Bonus Christianus, Tonet Cambra" - 1966 (Segona marxa cristiana de la història.) (SEGON PREMI COMPOSICIÓ FESTIVAL DE MÚSICA FESTERA D'ALCOI EN 1966)
- "Apòstol Poeta: Rafael Duyos" - 1978 (SEGON PREMI DE COMPOSICIÓ FESTIVAL DE MÚSICA FESTERA D'ALCOI EN 1978)
- "Ilicitana" - 1984

### Altres composicions
- "Els morocristians d'Ontinyent" - Poema simfònic - 1972
- "Madrigal" - Obra per a Banda i Cor - 1975
- "Cristo de la Agonia" - Marxa fúnebre - 1982 (Per a ús estrictament de la Unió Artística Musical d'Ontinyent)
- "Fantasía Muladiana" - Poema simfònic - 1985